# Ladrillar
Ladrillar é um município da Espanha na comarca de Las Hurdes, província de Cáceres, comunidade autónoma da Estremadura, de área 53 km². Em 2021 tinha 185 habitantes (densidade: 3,5 hab./km²).
O município tem quatro localidades, com 201 habitantes em 2019. O rio que ali passa chama-se Ladrillar.

## Demografia
| Variação demográfica do município entre 1991 e 2004 [carece de fontes?] | Variação demográfica do município entre 1991 e 2004 [carece de fontes?] | Variação demográfica do município entre 1991 e 2004 [carece de fontes?] | Variação demográfica do município entre 1991 e 2004 [carece de fontes?] |
| ----------------------------------------------------------------------- | ----------------------------------------------------------------------- | ----------------------------------------------------------------------- | ----------------------------------------------------------------------- |
| 1991                                                                    | 1996                                                                    | 2001                                                                    | 2004                                                                    |
| 433                                                                     | 384                                                                     | 296                                                                     | 275                                                                     |